# フラガラッハ (競走馬)
フラガラッハ（Fragarach、2007年4月3日 - 2017年）は、日本の競走馬。2012年、2013年と中京記念を2連覇した。
馬名の由来はケルト神話に登場する同名の剣・フラガラッハ。法人馬主・キャロットクラブの出資馬であり、募集価格は1口4.5万円×400口の1800万円。

## 経歴

### 2009 - 2010年
デビューは2009年12月の新馬戦（2着）。年明け1月の未勝利戦にて初勝利を挙げる。その後京成杯・アーリントンカップと重賞競走に出走し入着を確保、3月の中山の自己条件の平場戦にて2勝目を記録するも、骨折により休養。秋に復帰し、条件戦を連勝、オープンに昇格となるが、再度骨折に見舞われるなど不運続きの3歳シーズンとなる。

### 2011年
東京新聞杯から始動するも11着敗退。これを含め春シーズンに重賞競走に4度出走したが未勝利、5月の京王杯スプリングカップ14着後に放牧休養となり、降級によるローテーションの立て直しが図られる。復帰戦となった道頓堀ステークスを勝ち、再びオープンクラスに復帰。オープン復帰初戦となったスワンステークスは10着に終わったが、次の阪神カップでは3着に好走した。

### 2012年
始動戦としていたマイラーズカップを除外され、3歳以来となるダートレースにて復帰（オアシスステークス10着）。2走目となった米子ステークスでは、現級での実績の無さが嫌われ11番人気と評価を落としていたが、最後方からの追い込みを決め優勝。また2着・3着に18・11番人気の馬が入ったため、同レースの3連単12,727,500円は阪神競馬場での最高配当金額となった。続く中京記念でも直線一気の差し切り勝ちで優勝、前走から騎乗を務めた高倉稜騎手共々初の重賞タイトルを獲得している。この結果を受け、サマーマイルシリーズへの参戦も一旦は検討されたが、秋に備え休養。10月の富士ステークスから復帰したものの14着に凡走。その後も、マイルチャンピオンシップ17着、阪神カップ11着と凡走し、結果を出せずにシーズンを終えた。

### 2013 - 2016年

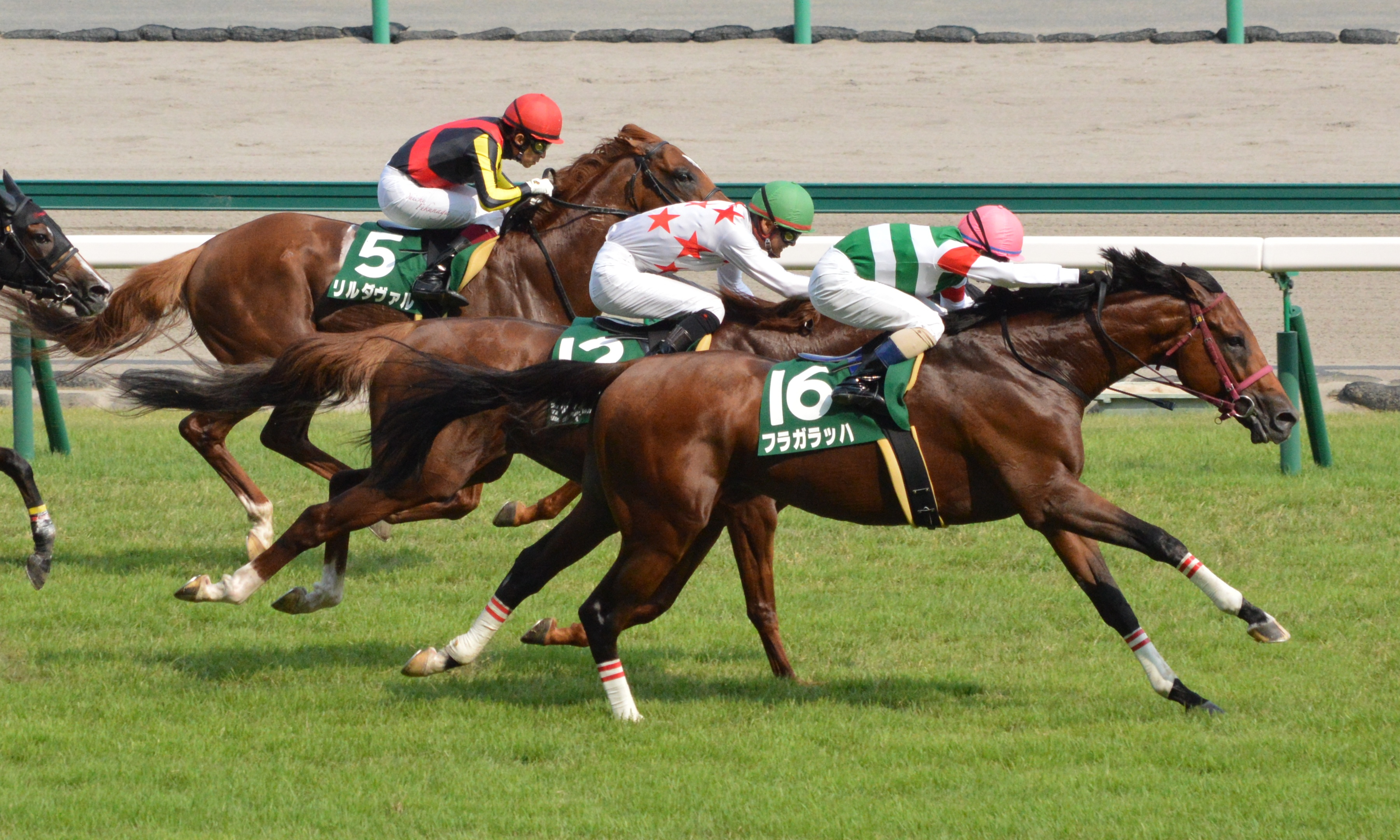
2013年中京記念

阪急杯から始動するが8着に終わる。これを含め春シーズンは3戦未勝利に終わったが、4戦目の中京記念で、前年と同じように直線一気の差し切り勝ちで連覇を達成。続く関屋記念は10着、京成杯オータムハンデキャップは11着に終わったが、前年参戦を見送ったサマーマイルシリーズの王者に輝いた。その後は、天皇賞（秋）9着、金鯱賞5着に終わった。2014年以降は勝ち切れないレースが続き、2016年6月4日の鳴尾記念12着を最後に現役を引退した。

### 引退後
引退後、当初はノーザンホースパークで乗馬として繋養された。その後は北海道石狩市のオーフルホースコミューンで繋養されていたが、2017年秋に事故のため死亡した。

## 競走成績
| 年月日     | 競馬場 | 競走名               | 格       | 頭数 | （人気） | 着順 | 騎手       | 斤量 | 距離（馬場）  | タイム | 着差 | 勝ち馬/（2着馬）     |
| ---------- | ------ | -------------------- | -------- | ---- | -------- | ---- | ---------- | ---- | ------------- | ------ | ---- | -------------------- |
| 2009.12.20 | 阪神   | 2歳新馬              |          | 09   | 0（3人） | 02着 | 武豊       | 55   | 芝1800m（良） | 1:50.3 | -0.2 | ゴールスキー         |
| 2010.01.05 | 京都   | 3歳未勝利            |          | 11   | 0（1人） | 01着 | 武豊       | 56   | ダ1800m（良） | 1:54.0 | -0.1 | (オースミマリオン)   |
| 0000.01.17 | 中山   | 京成杯               | GIII     | 13   | 0（4人） | 04着 | 田中勝春   | 56   | 芝2000m（良） | 2:04.0 | -0.4 | エイシンフラッシュ   |
| 2011.02.27 | 阪神   | アーリントンC        | GIII     | 16   | 0（3人） | 05着 | M.デムーロ | 56   | 芝1600m（良） | 1:35.4 | -0.6 | コスモセンサー       |
| 0000.03.21 | 中山   | 3歳500万下           |          | 14   | 0（1人） | 01着 | 福永祐一   | 56   | 芝1800m（稍） | 1:36.2 | -0.1 | (ハングリージャック) |
| 2002.10.09 | 東京   | 3歳上1000万下        |          | 08   | 0（3人） | 01着 | 柴田善臣   | 55   | 芝1600m（良） | 1:33.7 | -0.1 | (ベルベットロード)   |
| 0000.10.31 | 東京   | 紅葉S                | 1600万下 | 14   | 0（1人） | 01着 | 柴田善臣   | 55   | 芝1600m（稍） | 1:33.5 | -0.0 | (スペルバインド)     |
| 2011.02.06 | 東京   | 東京新聞杯           | GIII     | 16   | 0（3人） | 11着 | 柴田善臣   | 56   | 芝1600m（良） | 1:33.3 | -0.8 | スマイルジャック     |
| 0000.02.27 | 阪神   | 阪急杯               | GIII     | 16   | 0（5人） | 03着 | 福永祐一   | 56   | 芝1400m（良） | 1:20.4 | -0.3 | サンカルロ           |
| 0000.04.17 | 阪神   | マイラーズC          | GII      | 18   | 0（9人） | 16着 | 四位洋文   | 57   | 芝1600m（良） | 1:34.2 | -1.9 | シルポート           |
| 0000.05.14 | 東京   | 京王杯SC             | GII      | 17   | （10人） | 15着 | 柴田善臣   | 57   | 芝1400m（良） | 1:21.3 | -1.1 | ストロングリターン   |
| 0000.10.02 | 阪神   | 道頓堀S              | 1600万下 | 09   | 0（1人） | 01着 | 武豊       | 57   | 芝1400m（良） | 1:21.4 | -0.4 | (ツルマルネオ)       |
| 0000.10.29 | 京都   | スワンS              | GII      | 18   | 0（7人） | 10着 | C.ルメール | 57   | 芝1400m（良） | 1:20.6 | -1.2 | リディル             |
| 0000.12.17 | 阪神   | 阪神C                | GII      | 18   | （13人） | 03着 | 武豊       | 57   | 芝1400m（良） | 1:20.8 | -0.3 | サンカルロ           |
| 2012.04.29 | 東京   | オアシスS            | OP       | 16   | 0（9人） | 10着 | 藤岡康太   | 56   | ダ1600m（良） | 1:36.9 | -1.7 | ナムラタイタン       |
| 0000.06.23 | 阪神   | 米子S                | OP       | 18   | （11人） | 01着 | 高倉稜     | 56   | 芝1600m（良） | 1:34.1 | -0.1 | (サワノパンサー)     |
| 0000.07.22 | 中京   | 中京記念             | GIII     | 16   | 0（5人） | 01着 | 高倉稜     | 57   | 芝1600m（良） | 1:35.1 | -0.2 | (ショウリュウムーン) |
| 0000.10.20 | 東京   | 富士S                | GIII     | 18   | 0（4人） | 14着 | 高倉稜     | 57   | 芝1600m（良） | 1:33.3 | -0.9 | クラレント           |
| 0000.11.18 | 京都   | マイルCS             | GI       | 18   | （14人） | 17着 | 高倉稜     | 57   | 芝1600m（稍） | 1:34.3 | -1.4 | サダムパテック       |
| 0000.12.24 | 阪神   | 阪神C                | GII      | 18   | （13人） | 11着 | 高倉稜     | 58   | 芝1400m（良） | 1:21.6 | -0.6 | サンカルロ           |
| 2013.02.24 | 阪神   | 阪急杯               | GIII     | 16   | 0（9人） | 08着 | 小牧太     | 56   | 芝1400m（良） | 1:21.5 | -0.5 | ロードカナロア       |
| 0000.03.24 | 阪神   | 六甲S                | OP       | 18   | 0（5人） | 10着 | 高倉稜     | 58   | 芝1600m（良） | 1:34.6 | -0.6 | シャイニーホーク     |
| 0000.05.11 | 東京   | 京王杯SC             | GII      | 18   | （14人） | 15着 | 高倉稜     | 56   | 芝1400m（稍） | 1:21.6 | -1.0 | ダイワマッジョーレ   |
| 0000.07.21 | 中京   | 中京記念             | GIII     | 16   | 0（5人） | 01着 | 高倉稜     | 57   | 芝1600m（良） | 1:33.5 | -0.1 | (ミッキードリーム)   |
| 0000.08.11 | 新潟   | 関屋記念             | GIII     | 18   | 0（5人） | 10着 | 高倉稜     | 57   | 芝1600m（良） | 1:33.3 | -0.8 | レッドスパーダ       |
| 0000.09.08 | 中山   | 京成杯AH             | GIII     | 14   | 0（8人） | 11着 | 高倉稜     | 57.5 | 芝1600m（良） | 1:33.0 | -1.2 | エクセラントカーヴ   |
| 0000.10.27 | 東京   | 天皇賞（秋）         | GI       | 17   | （15人） | 09着 | 高倉稜     | 58   | 芝2000m（良） | 1:59.5 | -2.0 | ジャスタウェイ       |
| 0000.11.30 | 中京   | 金鯱賞               | GII      | 14   | 0（7人） | 05着 | 高倉稜     | 56   | 芝2000m（良） | 2:00.4 | -0.8 | カレンミロティック   |
| 2014.01.26 | 中山   | AJCC                 | GII      | 16   | （10人） | 05着 | 高倉稜     | 56   | 芝2200m（良） | 2:14.1 | -0.1 | ヴェルデグリーン     |
| 0000.03.15 | 中京   | 中日新聞杯           | GIII     | 18   | 0（5人） | 10着 | 高倉稜     | 57.5 | 芝2000m（良） | 2:02.1 | -0.4 | マーティンボロ       |
| 0000.04.06 | 阪神   | 大阪杯               | GII      | 8    | 0（8人） | 06着 | 高倉稜     | 56   | 芝2000m（良） | 2:01.8 | -1.5 | キズナ               |
| 0000.06.07 | 阪神   | 鳴尾記念             | GIII     | 12   | （12人） | 03着 | 高倉稜     | 56   | 芝2000m（良） | 1:59.1 | -0.0 | エアソミュール       |
| 0000.07.27 | 中京   | 中京記念             | GIII     | 16   | 0（1人） | 10着 | 高倉稜     | 57.5 | 芝1600m（稍） | 1:37.9 | -0.8 | サダムパテック       |
| 0000.09.28 | 新潟   | オールカマー         | GII      | 18   | （14人） | 04着 | 高倉稜     | 56   | 芝2200m（良） | 2:12.3 | -0.1 | マイネルラクリマ     |
| 0000.11.02 | 東京   | 天皇賞（秋）         | GI       | 18   | （14人） | 15着 | 高倉稜     | 58   | 芝2000m（良） | 2:00.5 | -0.8 | スピルバーグ         |
| 2015.01.25 | 中山   | AJCC                 | GII      | 17   | 0（8人） | 06着 | 横山典弘   | 56   | 芝2200m（良） | 2:14.1 | -0.5 | クリールカイザー     |
| 0000.03.28 | 中山   | 日経賞               | GII      | 12   | 0（7人） | 05着 | 横山典弘   | 56   | 芝2500m（良） | 2:30.7 | -0.5 | アドマイヤデウス     |
| 0000.11.08 | 東京   | アルゼンチン共和国杯 | GII      | 18   | （13人） | 17着 | 高倉稜     | 57   | 芝2500m（重） | 2:36.3 | -2.3 | ゴールドアクター     |
| 2016.01.24 | 中山   | AJCC                 | GII      | 16   | （13人） | 08着 | 高倉稜     | 56   | 芝2200m（良） | 2:12.8 | -0.8 | ディサイファ         |
| 0000.03.26 | 中山   | 日経賞               | GII      | 09   | 0（7人） | 09着 | 高倉稜     | 56   | 芝2500m（良） | 2:38.0 | -1.2 | ゴールドアクター     |
| 0000.06.04 | 阪神   | 鳴尾記念             | GIII     | 14   | 0（9人） | 12着 | 浜中俊     | 56   | 芝2000m（良） | 1:58.3 | -0.7 | サトノノブレス       |

## 血統表
| フラガラッハの血統（サンデーサイレンス系 / Nothern Dancer4x4=12.50％） | フラガラッハの血統（サンデーサイレンス系 / Nothern Dancer4x4=12.50％） | フラガラッハの血統（サンデーサイレンス系 / Nothern Dancer4x4=12.50％） | （血統表の出典）    | （血統表の出典） |
| 父 デュランダル 1999 栗毛                                              | 父の父*サンデーサイレンス Sunday Silence 1986 青鹿毛                   | Halo                                                                   | Hail to Reason      | Hail to Reason   |
| 父 デュランダル 1999 栗毛                                              | 父の父*サンデーサイレンス Sunday Silence 1986 青鹿毛                   | Halo                                                                   | Cosmah              |                  |
| 父 デュランダル 1999 栗毛                                              | 父の父*サンデーサイレンス Sunday Silence 1986 青鹿毛                   | Wishing Well                                                           | Understanding       | Understanding    |
| 父 デュランダル 1999 栗毛                                              | 父の父*サンデーサイレンス Sunday Silence 1986 青鹿毛                   | Wishing Well                                                           | Mountain Flower     |                  |
| 父 デュランダル 1999 栗毛                                              | 父の母サワヤカプリンセス 1986 栗毛                                     | *ノーザンテースト                                                      | Northern Dancer     | Northern Dancer  |
| 父 デュランダル 1999 栗毛                                              | 父の母サワヤカプリンセス 1986 栗毛                                     | *ノーザンテースト                                                      | Lady Victoria       |                  |
| 父 デュランダル 1999 栗毛                                              | 父の母サワヤカプリンセス 1986 栗毛                                     | *スコッチプリンセス                                                    | Creme Dela Creme    | Creme Dela Creme |
| 父 デュランダル 1999 栗毛                                              | 父の母サワヤカプリンセス 1986 栗毛                                     | *スコッチプリンセス                                                    | Meadow Saffron      |                  |
| 母 スキッフル 1998 鹿毛                                                | 母の父*トニービン Tony Bin 1983 鹿毛                                   | *カンパラ                                                              | Kalamoun            | Kalamoun         |
| 母 スキッフル 1998 鹿毛                                                | 母の父*トニービン Tony Bin 1983 鹿毛                                   | *カンパラ                                                              | State Pension       |                  |
| 母 スキッフル 1998 鹿毛                                                | 母の父*トニービン Tony Bin 1983 鹿毛                                   | Severn Bridge                                                          | Hornbeam            | Hornbeam         |
| 母 スキッフル 1998 鹿毛                                                | 母の父*トニービン Tony Bin 1983 鹿毛                                   | Severn Bridge                                                          | Priddy Fair         |                  |
| 母 スキッフル 1998 鹿毛                                                | 母の母*ザスキート The Skeat 1991 鹿毛                                  | Nureyev                                                                | Northern Dancer     | Northern Dancer  |
| 母 スキッフル 1998 鹿毛                                                | 母の母*ザスキート The Skeat 1991 鹿毛                                  | Nureyev                                                                | Special             |                  |
| 母 スキッフル 1998 鹿毛                                                | 母の母*ザスキート The Skeat 1991 鹿毛                                  | Shoot a Line                                                           | High Line           | High Line        |
| 母 スキッフル 1998 鹿毛                                                | 母の母*ザスキート The Skeat 1991 鹿毛                                  | Shoot a Line                                                           | Death Ray F-No.11-d |                  |

- 半妹にクイーンカップ3着のイリュミナンス（父：マンハッタンカフェ）がいる。
- 祖母のザスキートの半姉Line of Thunderの仔にケンタッキーダービー勝ちのThunder Gulchやダート重賞4勝のバトルラインがいる。
- 近親に共同通信杯勝ちのあるショウナンアルバやフラワーカップ勝ちのあるショウナンタレント、青葉賞2着のショウナンパルフェがいる。